# Jet Black
Jet Black, właściwie Brian John Duffy (ur. 26 sierpnia 1938 w Ilford, Anglia, zm. 6 grudnia 2022) – brytyjski perkusista, znany jako muzyk i współzałożyciel (obok Hugh Cornwella, Dave Greenfielda, Jean-Jacques Burnela) brytyjskiego zespołu punkowo-nowofalowego The Stranglers. Grał w zespole od 1974. Uczestniczył w nagraniach wszystkich płyt grupy.
Przed założeniem zespołu zajmował się businessem. Posiadał kilkanaście furgonetek sprzedających lody na ulicach. W 1974 roku podjął decyzję o sprzedaży interesu, i oddaniu się karierze muzyka. Posiadał własną szkołę gry na perkusji.
Od kilku lat ze względu na stan zdrowia porzucił wyjazdy w trasy z The Stranglers, na których zastępowany był przez wynajmowanych muzyków. Wystąpił kilkukrotnie z The Stranglers w Polsce: w 1986 r. w Łodzi, w 1999 r. w Sali Kongresowej w Warszawie oraz w 2005 r. na festiwalu „Union of Rock” w Węgorzewie.